# Aleksandr Fyodorovich Kerenskii
Aleksandr Fyodorovich Kerenskii (tiếng Nga: Александр Фёдорович Керенский, IPA: [ɐlʲɪˈksandr ˈkʲerʲɪnskʲɪj], 4 tháng 5, 1881 – 11 tháng 6, 1970) là một luật sư, nhà hoạt động chính trị người Nga, giữ vai trò quan trọng trong Cách mạng tháng Hai (1917) ở Nga. Sau cuộc cách mạng này, ông tham gia chính phủ lâm thời, lần lượt giữ các chức vụ từ Bộ trưởng Tư pháp, sau đó là Bộ trưởng Chiến tranh và cuối cùng trở thành thủ tướng thứ hai của chính phủ lâm thời. Sau khi Cách mạng Tháng Mười Nga thành công, ông bị lật đổ và phải sống lưu vong ở Paris và New York, đồng thời làm việc cho Học viện Hoover cho đến khi qua đời.

## Tiểu sử
Aleksandr Kerensky sinh vào ngày 4 tháng 5 năm 1881 tại Simbirsk (nay là Ulyanovsk) trên sông Volga và là con trai cả trong gia đình. Cha của ông, Fyodor Mikhailovich Kerensky, là một giáo viên và là giám đốc của phòng tập thể dục địa phương và sau đó được thăng chức lên Thanh tra các trường công lập. Ông nội của ông là người đứng đầu Cục Địa hình của Quân khu Kazan. Mẹ của ông, Nadezhda Aleksandrovna (nhũ danh Adler), là con gái của một cựu quân nhân, người mà phải mua lấy tự do của bản thân trước khi Cải cách giải phóng diễn ra.
Cha của Kerensky từng là giáo viên của Vladimir Ulyanov Lenin, và các thành viên của gia đình Kerensky với Lenin là bạn bè. Năm 1889, khi Kerensky lên tám, gia đình chuyển đến Tashkent, nơi cha ông được bổ nhiệm làm thanh tra chính của các trường công lập. Năm 1899 ông vào Đại học St. Petersburg, nơi ông học lịch sử và triết học. Năm sau, ông chuyển sang học pháp luật. Ông đã có được bằng luật vào năm 1904, sau đó kết hôn với Olga Lvovna Baranovskaya, con gái của một vị tướng Nga cùng năm đó. Kerensky gia nhập phong trào Narodnik và làm cố vấn pháp lý cho các nạn nhân của cuộc cách mạng năm 1905. Vào cuối năm 1904, ông bị bỏ tù do bị nghi ngờ thuộc về một nhóm chiến binh.
Năm 1912, Kerensky trở nên nổi tiếng khi ông đến thăm các mỏ vàng ở sông Lena và công bố tài liệu về sự cố Lena Minefields. Trong cùng năm đó, Kerensky được bầu vào Đuma Quốc gia khóa 4 với tư cách là thành viên của nhóm Trudoviks, một Đảng lao động không phải người theo chủ nghĩa Mác. Ông sau đó nhanh chóng trở thành một thành viên Duma quan trọng của Khối Tiến bộ, bao gồm một số Đảng Xã hội chủ nghĩa, Mensheviks và Tự do - nhưng không phải là người Bolshevik. Ông là một nhà hùng biện xuất sắc và lãnh đạo nghị viện xuất chúng của phe đối lập xã hội chủ nghĩa đối với chính phủ của Sa hoàng Nicholas II.
Ngày 28 tháng 5 năm 1914, Kerensky kêu gọi Mikhail Rodzianko cùng với yêu cầu từ Hội đồng trưởng lão để thông báo cho Sa hoàng rằng để giành chiến thắng trong chiến tranh phải:
1. Thay đổi chính sách đối nội,
2. Ân xá cho tù nhân chính trị,
3. Thực hiện hiến pháp Phần Lan,
4. Tuyên bố quyền tự chủ Ba Lan,
5. Cung cấp quyền tự chủ của dân tộc thiểu số trong lĩnh vực văn hóa,
6. Bãi bỏ các hạn chế chống lại người Do Thái,
7. Khoan dung với các tôn giáo,
8. Ngăn chặn sự quấy rối của các tổ chức công đoàn hợp pháp.

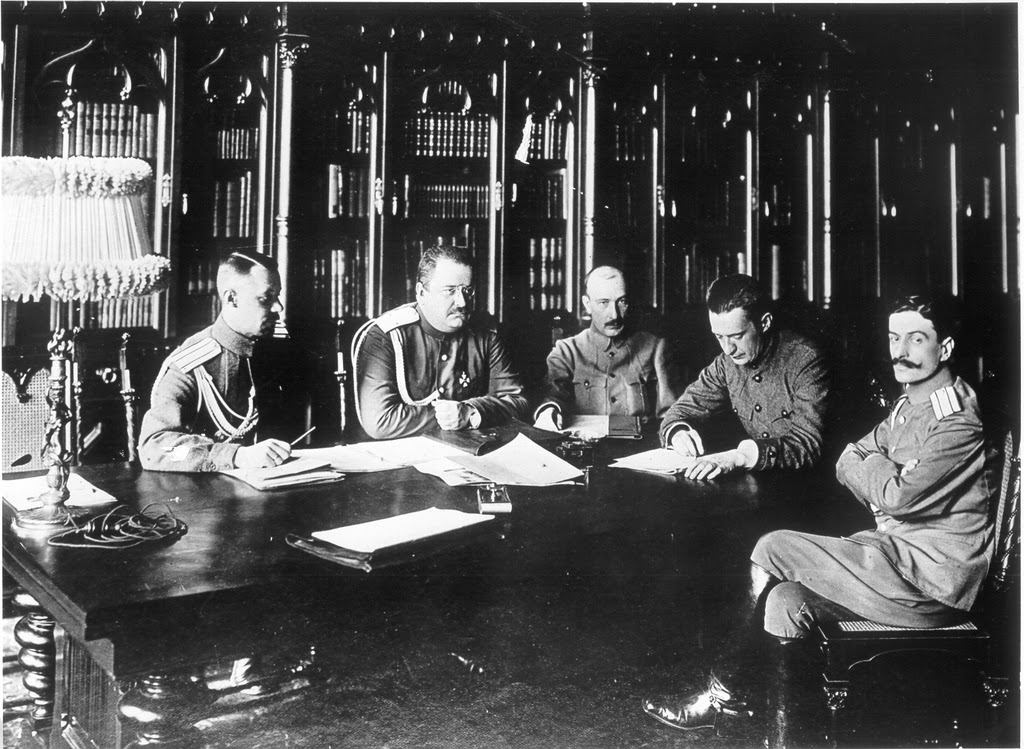
Kerensky làm Bộ trưởng Chiến tranh (ngồi thứ hai từ bên phải)

Sau khi Cách mạng Tháng Hai Nga bùng nổ và lật đổ thành công ách thống trị của Nga hoàng Nikolai II, chính phủ lâm thời được thành lập do Huân tước Lvov làm thủ tướng. Để tranh thủ sự ủng hộ của các Đảng phái khác như Đảng Xã hội - cách mạng, chính phủ lâm thời đã đưa Kerensky vào làm Bộ trưởng Bộ tư pháp.
Do chính phủ lâm thời vẫn tiếp tục theo đuổi đến cùng cuộc Chiến tranh thế giới thứ nhất nên nhân dân Nga tiếp tục biểu tình chống lại chính phủ lâm thời. Trước tình hình đó, để xoa dịu dư luận, chính phủ lâm thời đã đưa Đảng Xã hội – cách mạng và Menshevik vào chính phủ. Kerensky được đưa lên làm Bộ trưởng chiến tranh, sau đó kiêm luôn cả chức Tổng tư lệnh quân đội. Ngày 1 tháng 7 năm 1917 (ngày 18 tháng 6 theo lịch Nga), để giảm bớt sức ép của quân đội Đồng minh phe Hiệp ước ở chiến trường Tây Âu, Kerensky thực hiện một cuộc tổng tấn công lớn vào liên quân Đức, Áo-Hung tại Galicia nhưng thất bại thảm hại, 60.000 lính Nga bị giết và bị bắt làm tù binh gây nên làn sóng căm phẫn trong nhân dân Nga.

## Thời gian làm thủ tướng
Vì những thất bại trên chiến trường cộng với sự biểu tình của nhân dân, chính phủ do Lvov đứng đầu bị lật đổ và Kerensky lên làm thủ tướng vào ngày 20 tháng 7 năm 1917 (lịch Nga). Khi đó, tướng Kornilov được giai cấp tư sản và bảo hoàng trong nước ủng hộ, lại nhận được sự hỗ trợ từ Anh và Pháp âm mưu lật đổ chính phủ Kerensky và thiết lập chế độ độc tài quân sự. Do đó, Kerensky đã phải cầu cứu sự giúp đỡ của Đảng Bolshevik và sau đó cuộc nổi loạn bị dập tan vào tháng 8 năm 1917.
Đến đầu tháng 10 thì không khí cách mạng đã sôi sục khắp thủ đô Petrograd. Trước tình hình đó, Kerensky đã rút những đơn vị quân đội đặc biệt như các trung đoàn Cossack sông Đông, các sĩ quan học sinh, tiểu đoàn nữ xung kích đến canh gác chung quanh những vị trí quan trọng nhất. Khi Cách mạng Tháng Mười nổ ra vào ngày 6 tháng 11 (24 tháng 10), sáng ngày 7 tháng 11, Kerensky đã lợi dụng xe của Đại sứ quán Hoa Kỳ để trốn thoát. Sau đó, toàn bộ chính phủ lâm thời bị bắt trừ Kerensky.
Sau khi bỏ chạy khỏi Petrograd đến mặt trận phía Bắc, Kerensky đã sử dụng lực lượng Bạch vệ để tiến đánh chiếm lại Petrograd nhưng đã bị đội cận vệ đỏ đánh tan vào ngày 13 tháng 11 1919. Kerensky nhờ giả làm phụ nữ nên lần nữa trốn thoát.

## Cuộc sống cá nhân

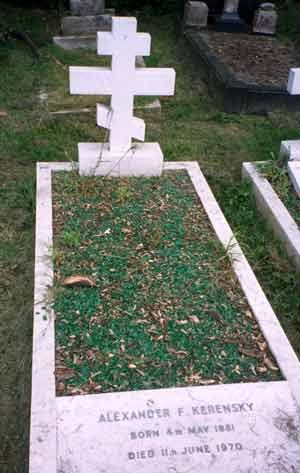
Mộ A. F. Kerensky ở London

Kerensky đã kết hôn với Olga Lvovna Baranovskaya và họ có hai con trai, Oleg và Gleb, sau này cả hai đều đã trở thành kỹ sư. Kerensky và Olga đã ly dị vào năm 1939 và ngay sau khi ông định cư tại Paris, và khi đến thăm Hoa Kỳ, ông đã gặp và kết hôn với nhà báo Lydia Ellen "Nell" Tritton (1899–1946). Cuộc hôn nhân diễn ra ở Martins Creek, Pennsylvania năm 1939.
Khi Đức xâm lược Pháp vào năm 1940, họ di cư sang Hoa Kỳ. Sau cuộc chiến chống xâm lăng của Đức do Liên Xô lãnh đạo vào năm 1941, Kerensky đã ủng hộ Joseph Stalin. Khi vợ ông, Nell bị bệnh nan y năm 1945, Kerensky đi cùng bà đến Brisbane, Úc. Bà bị đột quỵ vào tháng 2 năm 1946, và ông vẫn ở đó cho đến khi bà qua đời vào ngày 10 tháng 4 năm 1946.
Kerensky cuối cùng định cư ở New York, sống ở Upper East Side trên đường 91st gần Central Park nhưng dành phần lớn thời gian của mình tại Học viện Hoover thuộc Đại học Stanford, California, nơi ông đã đóng góp vào kho lưu trữ khổng lồ về lịch sử Nga, và nơi ông dạy các khóa học sau đại học. Ông đã viết và xuất bản các bài viết rộng rãi về chính trị và lịch sử Nga.
Kerensky qua đời vì bệnh tim tại bệnh viện St. Luke ở thành phố New York vào ngày 6 tháng 11 năm 1970, một trong những người tham gia cuối cùng còn sống sót trong các sự kiện năm 1917 tại Nga. Ông được chôn cất tại Nghĩa trang Putney Vale, London.